# Nome du Harpon à cordes-côté occidental

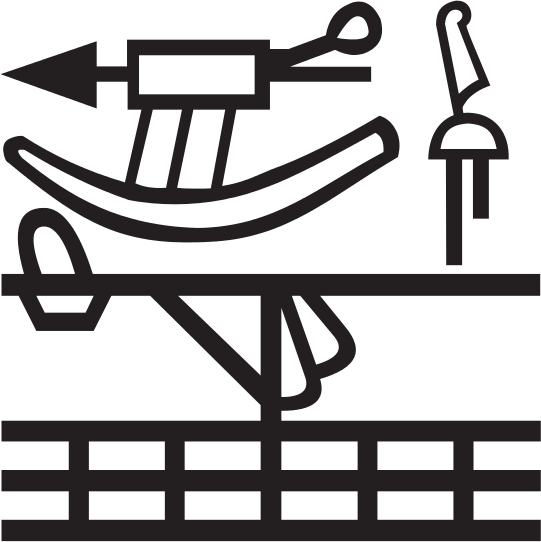
Hiéroglyphe symbole du Nome.

Le nome du Harpon à cordes-côté occidental (wˁ-m-ḥww-gs-jmnty) ou nome du Harpon occidental (ḥww-jmnty) est l'un des quarante-deux nomes (division administrative) de l'Égypte antique. C'est l'un des vingt nomes de la Basse-Égypte et il porte le numéro sept.

## Géographie
Ce nome faisait plus de cinquante-trois kilomètres de long selon la liste des nomes de Sésostris Ier. Le nome était situé pendant une bonne partie de l'histoire égyptienne entre le nome de l'Occident au sud, le nome du Taureau de la montagne à l'est, le désert occidental à l'ouest et la mer Méditerranée au nord. Cependant, pendant la période ptolémaïque, une partie de ses territoires intègrèrent le nome de l'Occident, tandis que le nome intégra des territoires du nome supérieur de Neith et du nome du Taureau de la montagne ; le nome était alors bordé par le nome de l'Occident à l'ouest, le nome supérieur de Neith à l'est, le nome inférieur de Neith au sud et la mer Méditerranée au nord.

## Histoire
Le nome se nommait à l'origine simplement « Harpon » avant la création du nome du Harpon à cordes-côté oriental à l'Ancien Empire.
La capitale du nome était semble-t-il Métélis, l'ancienne Besydet.

## Divinités locales

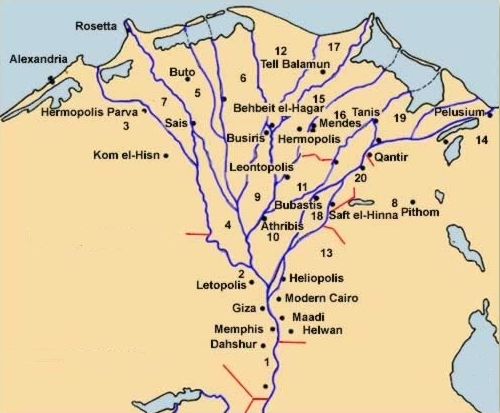
Les nomes de Basse-Égypte

La divinité principale était Ha, chargée de la protection des contrées occidentales contre les populations libyennes, comme l'indique d'ailleurs la liste des nomes de Sésostris Ier,.
Une autre divinité importante du nome était Thot, vénérée dans l'ancienne Hermopolis Parva, aujourd'hui Damanhur.

## Lieux principaux
Les frontières du nome ont changé avec le temps, les villes citées ci-dessous ont été identifiées comme faisant partie du nome dans ses frontières ptolémaïques. 
- Métélis
- Damanhur
- Rosette
- Archandropolis (fi)
- Psénamosis